# Get up! Shout!
『Get up! Shout!』は、水樹奈々の41枚目のシングル。2021年10月27日にKING AMUSEMENT CREATIVEよりリリースされた。

## 概要
前作より1年ぶりとなるシングル。表題曲はテレビアニメ『SHAMAN KING』第2弾オープニングテーマ。

## チャート成績
2021年11月8日付のオリコン週間ランキングでは初動約1万3千枚を売り上げ、週間5位にランクインした。

## ミュージック・ビデオ
2021年10月21日に公開。監督は今井"LüCY"淳也。

## 収録曲
1. Get up! Shout! [4:10]
作詞：水樹奈々／作曲：山本玲史／編曲：加藤裕介[5]
2. Phase 21 [4:17]
作詞：山本メーコ／作曲・編曲：溝口雅大
3. 花、星、空 -reunion- [4:59]
作詞：李醒獅・Mamie D.Lee／作曲：山田正人／編曲：藤間仁
2000年版シリーズ時に制作された玉村たまお（声：水樹奈々）のキャラクターソングのリアレンジセルフカバー[6]

## テレビ演奏
- 2022年11月 - NHKワールド JAPAN「NHKワールド JAPAN presents SONGS OF TOKYO Festival 2022」[7]